# عقدنامه ازدواج
عقد نامهٔ ازدواج سندی است که به موجب آن شرایط پیوند زناشویی بین دو نفر که به‌طور معمول مرد و زن هستند، در آن نوشته می‌گردد. عقد ازدواج بدون سندهای متداول هم جنبهٔ شرعی و دینی دارد. در دین اسلام صرف داشتن شاهد و نوشتن در برگه‌ای و امضای دو طرف عقد و شهود کفایت می‌کند.
در گذشته در برخی از دوره‌ها به سند ازدواج، نکاح‌نامه گفته می‌شد. واژه نکاح در اصل عربی به معنی عمل جنسی است که در فقه اسلامی معنای ازدواج پیدا کرده‌است.
کشف سند ازدواج به شکل سنگ نگاره در حدود ۱٬۳۵۰ پیش از میلاد در بوگازکوی (Boḡazköy) واقع در آناتولی، با ذکر نام پادشاه هیتی و حاکم تمدن میتانی که فرمانروایان سرزمین‌هایی هستند که مردم در آنجا به الهه‌های هندی-ایرانی میترا-وارونا، ایندرا و اشوین‌ها متوسل می‌شوند و آنها را می‌پرستند. این سند ظاهراً رسیدن موجی از اقوام هندو-ایرانی را به شمال غرب ایران تصدیق می‌کند.
تا سال ۱۴۰۰ عقدنامه ازدواج در ایران به صورت دفترچه‌ای صادر می‌شد، اما کانون سردفتران ازدواج و طلاق با انتشار تصاویری از عقدنامه‌های جدید اعلام کرد که به زودی سندهای ازدواج در ایران به صورت تک برگی و الکترونیک صادر می‌شود.

## نگارخانه

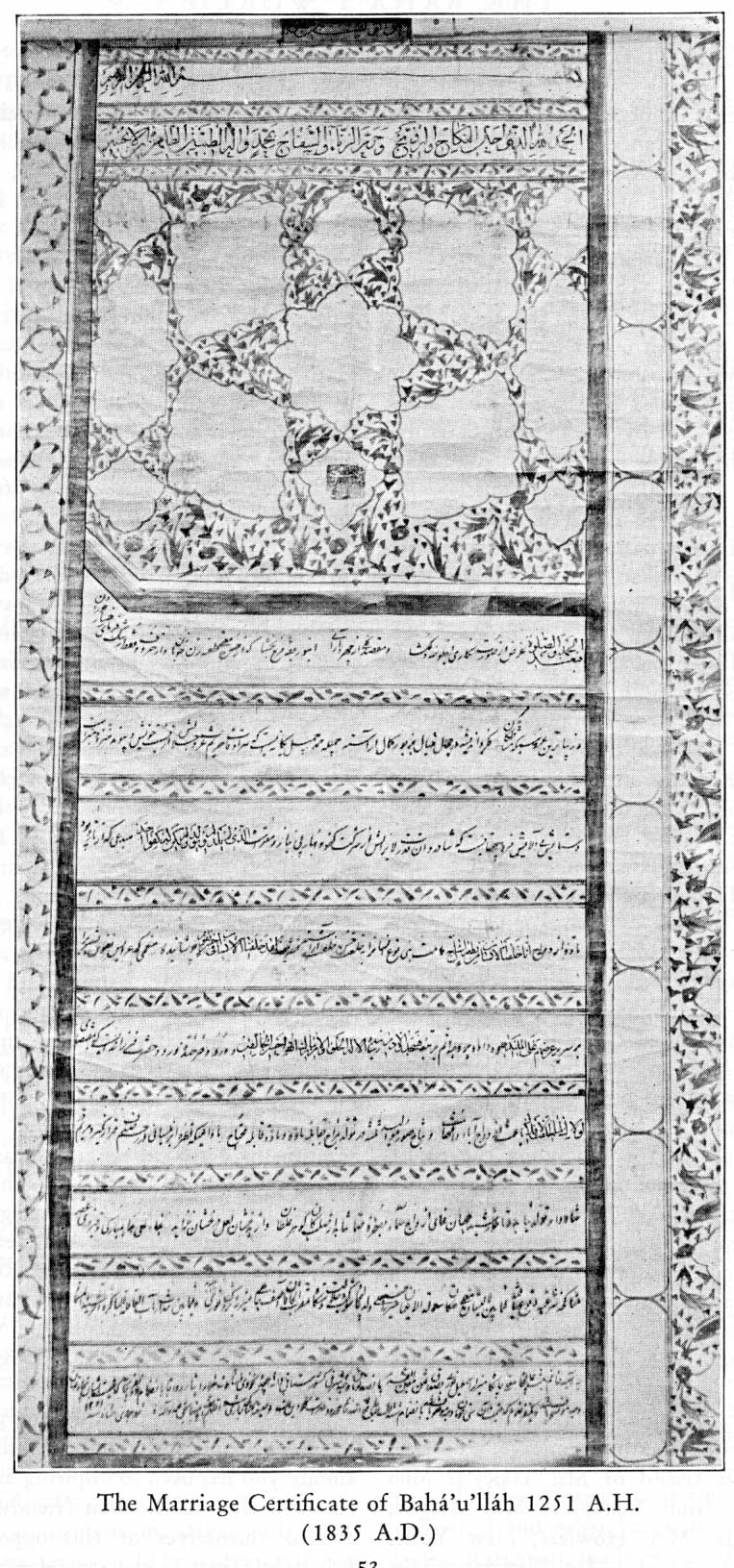
سند ازدواج بهاءالله و آسیه خانم
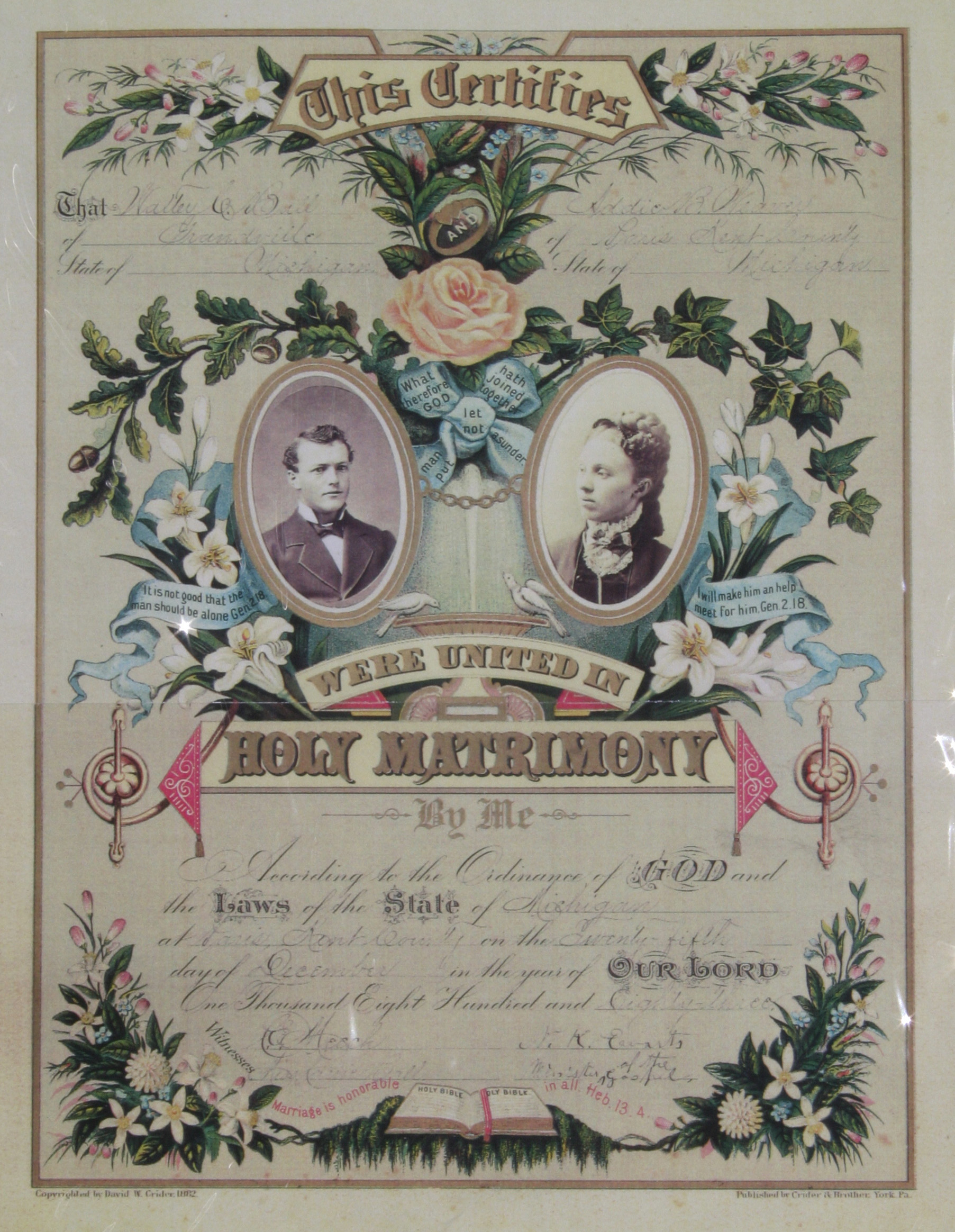
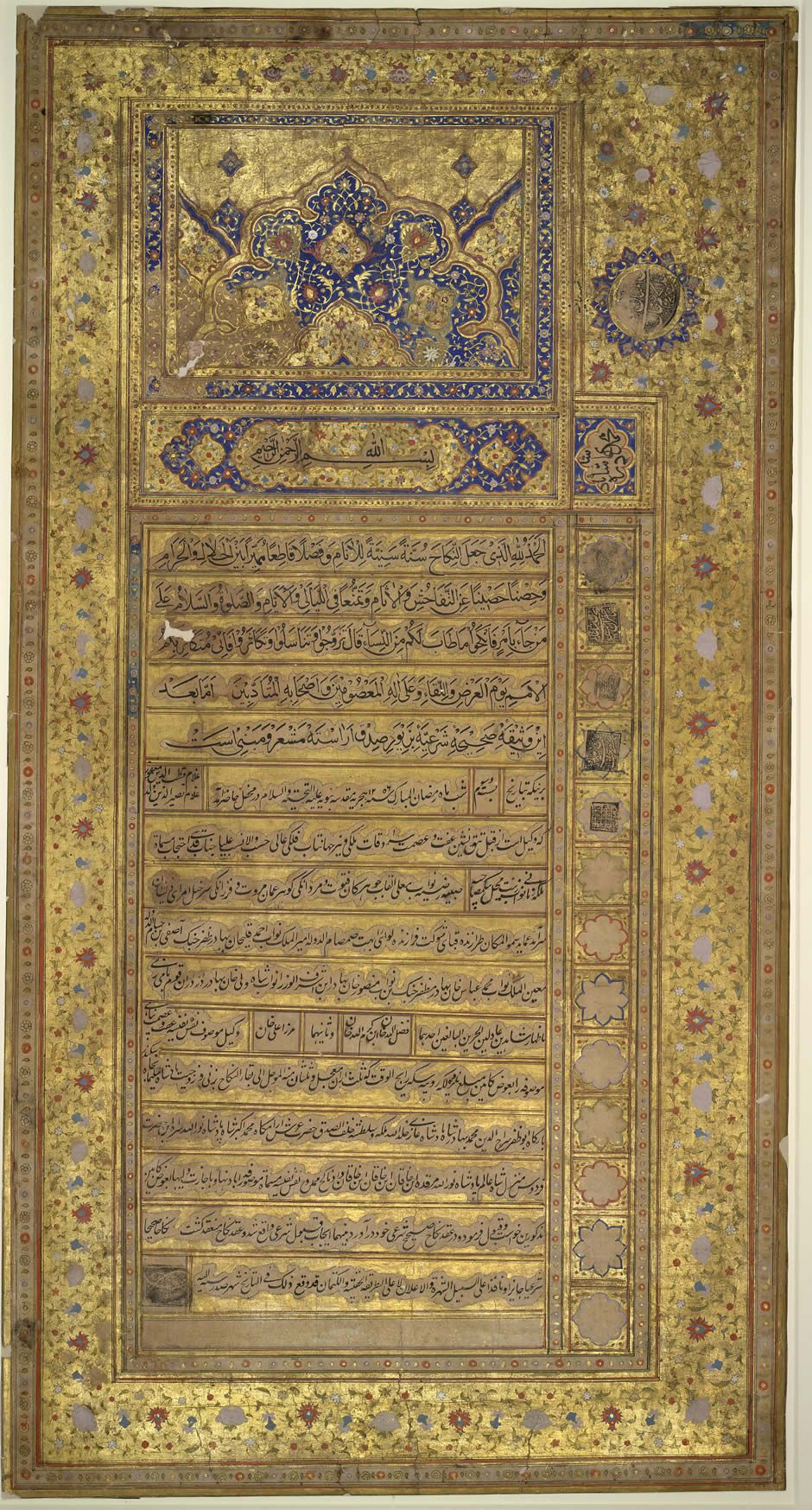
سند ازدواج بهادرشاه دوم و زینت محل